# ماجراهای بتمن
ماجراهای بتمن نام یک انیمیشن تلویزیونی به کارگردانی هل سادرلند و صداپیشگی تد نایت، اولان سول و کیسی کیزم می‌باشد. این مجموعه شامل شخصیت‌های اصلی کتاب‌های کمیک دی‌سی کامیکس از جمله بتمن، رابین، زن گربه‌ای، جوکر، آقای فریز، بت‌گرل، پنگوئن و ریدلر می‌باشد و با نام بتمن و رابین، پسر شگفت‌انگیز نیز شناخته می‌شود.
اولان سوله (در نقش بتمن) یکی از بهترین صداپیشگی‌های طول زندگی هنرپیشگی و صداپیشگی خود را انجام می‌دهد. البته او تنها کسی نیست که در این مجموعهٔ تلویزیونی از خود صدایی ماندگار بر جای می‌گذارد. کیسی کیسم (در نقش رابین) نیز عملکرد بسیار خوبی در زنده‌سازی شخصیت کمیکش دارد. سایمون شیرینی‌پز برای اولین بار در این مجموعهٔ تلویزیونی معرفی‌شد و تا پیش از آن راه به دنیای کتاب‌های کمیک باز نکرده‌بود.
پس از اتمام این مجموعه، تصمیم بر این گرفته‌شد تا سری دیگر آن هفت سال بعد (در سال ۱۹۷۷) با نام ماجراهای جدید بتمن(۱۹۷۷) ساخته شود که در آن آدام وست و برت وارد صداپیشگی شخصیت‌های بتمن و رابین را برعهده گرفتند.

## قسمت‌ها
این مجموعهٔ تلویزیونی در کل شامل ۲ قسمت داستانی بود که قسمت اول دارای ۱۸ قسمت و قسمت دوم ۱۶ قسمت بود.
| بخش اول داستان‌ها | بخش اول داستان‌ها                             | بخش اول داستان‌ها             |
| شمارهٔ قسمت | عنوان                                        | تاریخ پخش (سال-ماه-روز)      |
| --- | -------------------------------------------- | ---------------------------- |
| ۱ | «جرم من جرم توست»                            | ۱۴ سپتامبر ۱۹۶۸ (۱۹۶۸-۰۹-۱۴) |
| بتمن و رابین به اشتباه پنگوئن و جوکر را برای جرم‌هایی که مرتکب نشده‌اند دستگیر می‌کنند. |                                              |                              |
| ۲ | «آقای فریز سرد و سنگ‌دل»                      | ۲۱ سپتامبر ۱۹۶۸ (۱۹۶۸-۰۹-۲۱) |
| آقای فریز با صید یک نهنگ غول‌پیکر سعی می‌کند یک میلیارد دلار از شهر بدزدد. |                                              |                              |
| ۳ | «چند تا شاه‌ماهی توی یک چرخ‌دستی وجود دارد؟»   | ۲۸ سپتامبر ۱۹۶۸ (۱۹۶۸-۰۹-۲۸) |
| جوکر شروع به حمله به آزمایشگاه‌ها و مراکز علمی می‌کند تا دانشمندان آنها را مجبور سازد برایش اسحلهٔ لیزری بسازند. |                                              |                              |
| ۴ | «بتمن نه تا جان دارد»                        | ۱۰ اکتبر ۱۹۶۸ (۱۹۶۸-۱۰-۱۰)   |
| زن گربه‌ای بتمن را گیر می‌اندازد و با استفاده از یک گاز رادیواکتیو سعی می‌کند هویت اصلی او را پیدا کند. |                                              |                              |
| ۵ | «بابی، بابی، الماس کوچولو کجایی؟»            | ۱۲ اکتبر ۱۹۶۸ (۱۹۶۸-۱۰-۱۲)   |
| بروس وین به‌دست پنگوئن حین دزدی یک الماس اسیر می‌شود ولی از بدشانسی او، زن گربه‌ای نیز به‌دنبال الماس است. |                                              |                              |
| ۶ | «تولد جنگجوی شنل‌پوش»                         | ۱۹ اکتبر ۱۹۶۸ (۱۹۶۸-۱۰-۱۹)   |
| ریدلر و پنگوئن سعی می‌کنند هویت واقعی بتمن را با تولدگرفتن برای او و بروس وین برملا کنند. |                                              |                              |
| ۷ | «شریکان در خطر»                              | ۲۶ اکتبر ۱۹۶۸ (۱۹۶۸-۱۰-۲۶)   |
| جوکر، پنگوئن و ریدلر با یکدیگر سر این‌که کدام‌یک از آنها می‌تواند کنترل بیشتری بر شهر گاتهام داشته باشد، شرط می‌بندد. خیلی نمی‌گذرد که زن گربه‌ای نیز وارد این شرط می‌شود.                                                                       |                                              |                              |
| ۸ | «جوکر شهردار می‌شود»                          | ۲ نوامبر ۱۹۶۸ (۱۹۶۸-۱۱-۰۲)   |
| جوکر برای شهرداری گاتهام سیتی منتخب می‌شود و شانس زیادی برای برنده‌شدن دارد. |                                              |                              |
| ۹ | «کامپیوتر جرم»                               | ۹ نوامبر ۱۹۶۸ (۱۹۶۸-۱۱-۰۹)   |
| پنگوئن با استفاده از یک کامپیوتر ماموتی سعی می‌کند هوش بتمن و رابین را زیر سؤال ببرد. |                                              |                              |
| ۱۰ | «بازی موش و گربه»                            | ۱۶ نوامبر ۱۹۶۸ (۱۹۶۸-۱۱-۱۶)  |
| زن گربه‌ای جواهری که جوکر به‌دنبال دزدیدن آنهاست را به سرقت می‌برد. |                                              |                              |
| ۱۱ | «اگر میشه رابین واقعی خودش بلند شه»          | ۲۳ نوامبر ۱۹۶۸ (۱۹۶۸-۱۱-۲۳)  |
| زن گربه‌ای از یک جوان که شباهت خیره‌کننده‌ای به رابین دارد استفاده می‌کند تا با بتمن مقابله کند. |                                              |                              |
| ۱۲ | «سایمون شیرینی‌پز»                            | ۳۰ نوامبر ۱۹۶۸ (۱۹۶۸-۱۱-۳۰)  |
| یک مجرم و جانی به نام سایمون که بخاطر شغلش که آشپزی است لقب «شیرینی‌پز» را به او داده‌اند، به‌همراه باند تبهکاری‌اش سعی می‌کند از شر جوکر، پنگوئن، ریدلر، زن گربه‌ای و آقای فریز خلاص شود تا جواهرات و گنجینه‌های گرانبهای شهر را از آن خود کند. |                                              |                              |
| ۱۳ | «با عشق از طرف زن گربه‌ای»                    | ۷ دسامبر ۱۹۶۸ (۱۹۶۸-۱۲-۰۷)   |
| زن گربه‌ای در روز ولنتاین برای بتمن یک گربه می‌فرستند؛ گربه‌ای که می‌تواند با استفاده از امواج رادیویی مکان بتمن را به او اطلاع دهد. |                                              |                              |
| ۱۴ | «سایمون یک شیرینی‌پز سست‌پیمان است»            | ۱۴ دسامبر ۱۹۶۸ (۱۹۶۸-۱۲-۱۴)  |
| سایمون شیرینی‌پز چهار میلیون سکه ترکی می‌دزدد و مشتاق است به یک کارخانهٔ تأسیسات الکتریکی روانه شود. |                                              |                              |
| ۱۵ | «کلاه‌بردار منجمد»                            | ۲۱ دسامبر ۱۹۶۸ (۱۹۶۸-۱۲-۲۱)  |
| آقای فریز با چندین شهاب‌سنگ یخی غلیظ شهر را بمباران می‌کند. |                                              |                              |
| ۱۶ | «مخاطرهٔ یک پازل»                             | ۲۸ دسامبر ۱۹۶۸ (۱۹۶۸-۱۲-۲۸)  |
| ریدل برای منفجر کردن گالری هنر گاتهام برنامه می‌ریزد و در حین انجام عملیاتش بتمن و رابین را نیز اسیر می‌کند. |                                              |                              |
| ۱۷ | «برای ساخت یک تیم به دو نفر نیاز است»        | ۱ ژانویه ۱۹۶۹ (۱۹۶۹-۰۱-۰۱)   |
| جوکر، پنگوئن و ریدلر به‌دنبال نقشه گنج اینکاها می‌روند و تصمیم می‌گیرند با به‌هم زدن رابطهٔ رابین و بت‌گرل، آنها را از بتمن جدا کنند. |                                              |                              |
| بخش دوم داستان‌ها |                                              |                              |
| شمارهٔ قسمت | عنوان                                        | تاریخ پخش (سال-ماه-روز)      |
| ۱۸ | «پرنده‌ای که فرار کرد»                        | ۱۴ سپتامبر ۱۹۶۸ (۱۹۶۸-۰۹-۱۴) |
| پنگوئن از خود اخلاق عجیبی نشان می‌دهد. |                                              |                              |
| ۱۹ | «کسی که ضایع شد، رابینه»                     | ۲۱ سپتامبر ۱۹۶۸ (۱۹۶۸-۰۹-۲۱) |
| بنظر می‌رسد رابین پس از نجات‌دادن یک فرد در حال غرق‌شدن به لطف جوکر در حال از دست دادن توانایی‌هایش است. |                                              |                              |
| ۲۰ | «دوباره پنگوئن داخل، دوباره پنگوئن خارج»     | ۲۸ سپتامبر ۱۹۶۸ (۱۹۶۸-۰۹-۲۸) |
| پنگوئن مرتکب چندین جرم مختلف می‌شود و بتمن را به ارتکاب آنها متهم می‌سازد. |                                              |                              |
| ۲۱ | «فیلم‌سازی جوکر»                              | ۱۰ اکتبر ۱۹۶۸ (۱۹۶۸-۱۰-۱۰)   |
| جوکر یک فیلم دربارهٔ دزدان دریایی می‌سازد. |                                              |                              |
| ۲۲ | «هزار و یک چهرهٔ ریدلر»                       | ۱۲ اکتبر ۱۹۶۸ (۱۹۶۸-۱۰-۱۲)   |
| ریدلر تبدیل به استاد مخفی‌کاری و جنایت می‌شود. |                                              |                              |
| ۲۳ | «دو تا پنگوئن خیلی زیاده»                    | ۱۹ اکتبر ۱۹۶۸ (۱۹۶۸-۱۰-۱۹)   |
| پنگوئن‌های واقعی به کمک پنگوئن و جوکر می‌آیند. |                                              |                              |
| ۲۴ | «شنل‌پوشان جهان زیرین»                        | ۲۶ اکتبر ۱۹۶۸ (۱۹۶۸-۱۰-۲۶)   |
| ریدلر و زن گربه‌ای با یکدیگر برای ارتکاب جرم و جنایت متحد می‌شوند. |                                              |                              |
| ۲۵ | «وایکینگ‌های یخ‌زدهٔ آقای فریز»                 | ۲ نوامبر ۱۹۶۸ (۱۹۶۸-۱۱-۰۲)   |
| آقای فریز برای انجام دادن جنایت‌های مختلف دروغ و شایعه‌پراکنی می‌کند. |                                              |                              |
| ۲۶ | «ترس عظیم مترسک»                             | ۹ نوامبر ۱۹۶۸ (۱۹۶۸-۱۱-۰۹)   |
| مترسک نقشه می‌ریزد یک نقاشی باارزش را می‌دزدد و بت‌گرل را اسیر می‌کند تا بتمن و رابین را در چنگ خود بگیرد و آنها را برای همیشه از بین ببرد.                                                                                                   |                                              |                              |
| ۲۷ | «حواس‌تان به عروسک‌های زنده باشد»              | ۱۶ نوامبر ۱۹۶۸ (۱۹۶۸-۱۱-۱۶)  |
| مرد عروسکی از عروسک‌هایش استفاده می‌کند تا مرتکب جرم و آشوب در شهر شود. |                                              |                              |
| ۲۸ | «کسی که جرعه یخ می‌نوشد، به کولر هدایت می‌شود» | ۲۳ نوامبر ۱۹۶۸ (۱۹۶۸-۱۱-۲۳)  |
| نقشه دزدی آقای فریز به‌صورت فجیعی آشکار می‌شود. |                                              |                              |
| ۲۹ | «یک مهمانی چای دیوانه‌کننده»                  | ۳۰ نوامبر ۱۹۶۸ (۱۹۶۸-۱۱-۳۰)  |
| مد هتر سعی می‌کند به‌همراه باند تبهکاری‌اش دست به دزدی یک قوری چای قدیمی بزند. |                                              |                              |
| ۳۰ | «بازیچه‌های ترسناک»                           | ۷ دسامبر ۱۹۶۸ (۱۹۶۸-۱۲-۰۷)   |
| زن گربه‌ای و سرسپردگانش به جنگ بتمن و رابین می‌روند. |                                              |                              |
| ۳۱ | «شنل‌پوش باحال و سنگ‌دل کریسمس»                | ۱۴ دسامبر ۱۹۶۸ (۱۹۶۸-۱۲-۱۴)  |
| آقای فریز خود را به‌جای بابانوئل جا می‌زند. |                                              |                              |
| ۳۲ | «قاضی وارد می‌شود»                            | ۲۱ دسامبر ۱۹۶۸ (۱۹۶۸-۱۲-۲۱)  |
| یک مجرم جهانی که در جزایر شیطانی زندانی شده‌بود خودش را بعنوان یک قاضی جا می‌زند و از آنجا فرار می‌کند. حال او به‌دنبال جذب افراد تبهکار و تشکیل یک باند تبهکاری است تا به جنگ همهٔ افراد ضد جرم و جنایت برود.                                 |                                              |                              |
| ۳۳ | «خشم ریدلر»                                  | ۲۸ دسامبر ۱۹۶۸ (۱۹۶۸-۱۲-۲۸)  |
| ریدلر از یک نگهداری مصالح ساختمان برای پناهگاه خود استفاده می‌کند. |                                              |                              |
| ۳۴ | «بوفه اپرا»                                  | ۱ ژانویه ۱۹۶۹ (۱۹۶۹-۰۱-۰۱)   |
| بنظر می‌رسد جوکر، بتمن و رابین را اسیر کرده‌است و سعی می‌کند دست به دزدی یک نیم‌تاج در یک اپرا بزند. |                                              |                              |

## شخصیت ها

### اصلی
- بتمن:بروس وین یا همان بتمن شخصیت اصلی داستان و قهرمان گاتهام است که در تمام قسمت ها حضور دارد.او از کمربند مخصوصش،کاراته و هوشش در دستگیری تبهکاران استفاده می کند.
- رابین:دیک گریسون یا رابین دستیار نوجوان بتمن است که در تمامی قسمت ها حضور دارد.
- جیمز گوردون:کمیسر شهر گاتهام و از دوستان بتمن است.او در بیشتر قسمت ها حضور دارد.

### مکمل
- بت گرل:باربارا گردون یا بت گرل،دختر کمیسر گردون و دستیار بتمن است.برخلاف معمول،در این کارتون او کمی دست و پا چلفی به تصویر کشیده شده است.به طوری که معمولا گرفتار می شود و بتمن و رابین او را نجات می دهند. او کتابدار کتابخانه گاتهام است.
- آلفرد پنی‌ورث:خدمتکار وفادار بروس وین(بتمن) است.که از هویت بتمن و رابین باخبر است.
- جوکر:بزرگترین دشمن بتمن.که به شکل دلقک لباس می پوشد.
- پنگوئن:از دشمنان بزرگ بتمن که از چتر هایی با قابلیت های مختلف برای انجام جرم،استفاده می کند.
- زن گربه ای:از دشمنان بزرگ بتمن.او از روش های مختلفی برای انجام جرم،استفاده می کند .او همچنین یک کَت-موبیل (ماشین گربه ای) دارد.
- ریدلر:از دشمنان بزرگ بتمن.او بسیار باهوش است و در صحنه جرم،از خود معماهایی برجای می گذارد تا هوش بتمن را به چالش بکشد.
- مستر فریز:از دشمنان مهم بتمن.او از اسلحه یخی برای جنایت استفاده می کند.مستر فریز نمی تواند در دمای بالاتر از منفی ۵۰ درجه زندگی کند.
- سربازرس مایلز اوهارا:سربازرس گاتهام و از دوستان و همکاران کمیسر گردون است که در برخی قسمت ها حضور دارد.

### مهمان
- سایمون شیرینی پز:او اولین بار در این کارتون خلق شد و یک شرور جدید بود.او به شکل آشپز ها لباس می پوشید.او در قسمت های (سایمون شیرینی پز) و (سایمون یک شیرینی پز سست پیمان است) حضور داشت.
- مترسک:از دشمنان مهم بتمن که شکل مترسک ها لباس می پوشد‌.او در قسمت (ترس عظیم مترسک) حاضر بود.
- مد هتر:از دشمنان مهم بتمن.او از شخصیت کلاه دوز دیوانه در کتاب آلیس در سرزمین عجایب الهام گرفته شده است و به مهمانی چای،علاقه مند است. در اپیزود (یک مهمانی چای دیوانه کننده) حضور داشت.
- مرد عروسکی:یک شرور جدید که در همین کارتون خلق شد.او مردی ریز نقش و قد کوتاه است که ربات هایی به شکل عروسک ساخت تا با آنها دزدی کند.در اپیزود (حواستان به عروسک های زنده باشد)،خلق شد.
- قاضی:یک شرور جدید که نامش در کارتون گفته نشد.او یک مجرم جهانی بود که در جزایر شیطانی زندانی بود.او به قاضی پرونده اش حلمه کرد،او را بیهوش کرد،خود را جای او جا زد و از جزیره گریخت و به گاتهام آمد.او در قسمت (قاضی وارد می شود) حضور داشت
- خانم دستیار:دستیار سایمون شیرینی پز.در هر دو قسمتی که سایمون حضور داشت،خانم دستیار هم حضور داشت.نام او در کارتون گفته نشد.

## در رسانه‌ها
در سال ۱۹۸۵ شرکت ویدئو خانگی برادران وارنر پنج قسمت از این مجموعه را در کنار قسمت‌های دیگر مجموعه‌های ابرقهرمانی دیگر (از جمله آکوامن و سوپرمن) در سیستم ویدئو خانگی منتشر کرد.
در سال ۱۹۹۳ شرکت ویدئو خانگی برادران وارنر تنها در کشور استرالیا ۴ فیلم سیستم ویدئو خانگی را در ویدئوهای ۴ قسمتی منتشر کرد.
در سال ۲۰۰۸ تمامی قسمت‌های مجموعه به‌صورت دانلود دیجیتال بر روی آی‌تیونز و آمازون قرار گرفتند.
در ۳ ژوئن ۲۰۱۴، شرکت ویدئو خانگی برادران وارنر دست به انتشار ۲ دی‌وی‌دی حاوی همهٔ ۳۴ قسمت تحت عنوان ماجراهای بتمن زد.